# アンヌ・ファゴ＝ラルジョ

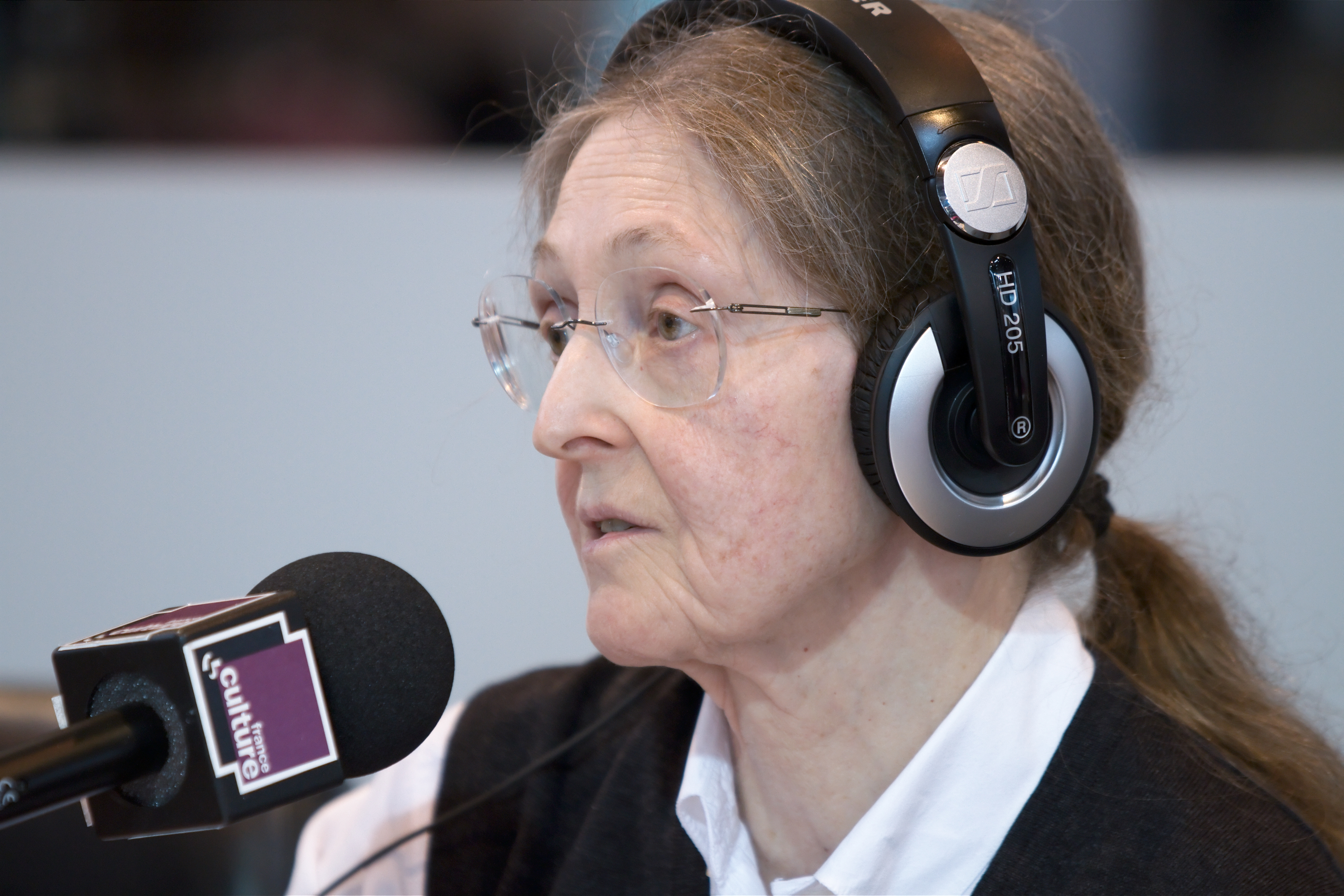
アンヌ・ファゴ＝ラルジョ

アンヌ・ファゴ＝ラルジョ（Anne Fagot-Largeault、1938年 - ）は、フランスの哲学者、精神科医、コレージュ・ド・フランス（生物学・医学の哲学講座）の教授である。又、ユネスコによって支援された女性哲学者の国際ネットワークの創立メンバーである。